# أتراتشال
أتراتشال (بالفارسية: اتراچال) هي قرية تقع في غلستان في إيران. يقدر عدد سكانها بـ 1,245 نسمة .